# Dániel Pauman
Dániel Pauman (Vác, Pest, 13 de agosto de 1986) é um canoísta húngaro especialista em provas de velocidade.

## Carreira
Foi vencedor da medalha de prata em K-4 1000 m em Londres 2012 com os seus colegas de equipa Zoltán Kammerer, Tamás Kulifai e Dávid Tóth.